# ۱۲۶۴ (قمری)
۱۲۶۴ (قمری)، هزار و دویست و شصت و چهارمین سال در گاهشماری هجری قمری است. اول محرم این سال برابر با نهم دسامبر سال ۱۸۴۷ میلادی است.
== رویدادها ==پس از مرگ محمد شاه، ولیعهد او، ناصرالدین میرزا، با درایت میرزا تقی خان فراهانی بر تخت پادشاهی نشست.
ناصرالدین شاه جوان در آغاز سلتنطش، میرزا تقی خان را با لقب امیر کبیر به مقام صدر اعظمی برگزید و به او در اداره امور کشور اختیار تام بخشید.

## مناسبت‌ها
- آغاز پادشاهی ناصرالدین شاه قاجار چهارمین پادشاه قاجار
== زادگان == مستوره کردستانی نویسنده

## درگذشتگان
- ناطق مکرانی

## وابسته
- ناصرالدین شاه قاجار
- محمد شاه قاجار
- مهد علیا